# Водрино
Водрино — деревня в Медынском районе Калужской области России, входит в состав сельского поселения «Деревня Брюхово».

## География
Находится в северо-восточной части Калужской области, на границе Медынского и Боровского районов. Рядом — дорога 29К-020 (Медынь—Верея), деревни Нероново, Павлищево, село Егорье. Стоит на берегах реки Водринка. «Одер» — распространённое название племени венетов, созвучно реке Одра (Вёдр).

## История
В XVII веке было среди вотчин, пожалованных Троице-Сергиевой лавре.
В 1782 году деревня Водрина вместе селом Алемна и другим деревня принадлежала Коллегии экономии синодального правления.
По данным на 1859 год Водрина — казённая деревня Медынского уезда, расположенная по левую сторону тракта из Медыни в Верею. В ней 9 дворов и 92 жителя.
После реформ 1861 года вошла в Кременскую волость. Население в 1892 году — 94 человека, в 1913 году — 121 человек.